# Wolf Biermann
Wolf Biermann (Hamburgo, 15 de noviembre de 1936) es un cantautor y poeta alemán.

## Biografía
Su padre, Dagobert Biermann, comunista miembro de la resistencia antinazi y judío, fue asesinado en 1943 en Auschwitz. Tras la Segunda Guerra Mundial, se adhirió a los Junge Pioniere (Jóvenes Pioneros), organización comunista juvenil y frecuenta la escuela secundaria en Hamburgo, lo que era raro en los hijos de obreros. Con 17 años se instala en la República Democrática Alemana donde estudió y trabajó en Berliner Ensemble, del afamado Bertolt Brecht.
En 1960, Biermann conoció a Hanns Eisler, quien tuvo para él una influencia determinante. Se puso a componer y a escribir y fundó en 1961 el Teatro obrero y estudiantil de Berlín-Este, pero la representación de una obra sobre la edificación del Muro de Berlín se prohibió, el teatro fue cerrado en 1963 y Biermann fue privado de público durante seis meses. En 1964, dio su primer concierto en Alemania Occidental donde aparecieron su primer disco y su primer poemario en 1965 Die Drahtharfe. En 1966, se casó con la actriz y cantante Eva-Maria Hagen, que ya era madre de una hija de 11 años, la futura cantante Nina Hagen.
Desde ese momento, sus representaciones y publicaciones fueron vetadas en la RDA y continuó trabajando en Alemania Occidental.
En noviembre de 1976, tras un concierto en Colonia, fue privado de la ciudadanía de RDA, lo que obligó a su familia a mudarse a Berlín Occidental.
En el Oeste, criticó duramente la política estalinista de Alemania del Este, pero pudo dar un concierto a finales de 1989 durante la Reunificación alemana. En 1998, recibió el Premio Nacional de Alemania y apoyó las actuaciones de la OTAN en la Guerra de Kosovo en 1999 y en la Guerra de Irak en 2003.
En la sesión conmemorativa del 25º aniversario de la caída del Muro de Berlín, celebrada el 7 de noviembre de 2014 en el Bundestag, arremetió contra los diputados del partido Die Linke (La Izquierda), a los que calificó de "resto miserable de lo que, por suerte, ya ha sido superado".
Vive entre Hamburgo y Francia y es padre de diez hijos, tres con su esposa Pamela Biermann.

## Discografía
- Wolf Biermann zu Gast bei Wolfgang Neuss, 1965
- 4 neue Lieder, 1968 (EP
- Chausseestraße 131, 1968
- Der Biermann kommt, 1970
- Warte nicht auf beßre Zeiten, 1973
- aah - ja!, 1974
- Liebeslieder, 1975
- Es gibt ein Leben vor dem Tod, 1976
- Der Friedensclown, 1977
- Das geht sein' sozialistischen Gang, 1977 (Doble CD, 1976)
- Trotz alledem!', 1978
- Hälfte des Lebens, 1979
- Eins in die Fresse, mein Herzblatt, 1980 (Doble CD en vivo)
- Wir müssen vor Hoffnung verrückt sein, 1982
- Im Hamburger Federbett, 1983
- Die Welt ist schön...*, 1985
- Seelengeld, 1986 (Doble CD)
- VEBiermann, 1988
- Gut Kirschenessen * DDR - ca ira!, 1990
- Nur wer sich ändert, 1991
- Süsses Leben - Saures Leben, 1996
- Brecht, Deine Nachgeborenen, 1999 (Doble CD en vivo)
- Paradies uff Erden - Ein Berliner Bilderbogen, 1999
- Lieder vom preussischen Ikarus, 1999
- Ermutigung im Steinbruch der Zeit, 2001 (Doble CD en vivo)
- Großer Gesang vom ausgerotteten jüdischen Volk, Lesung von Yitzak Katzenelson 2004 (Doble CD en vivo)
- Das ist die feinste Liebeskunst - Shakespeare-Sonette, 2005
- Hänschen - klein ging allein..., 2005
- Heimat – Neue Gedichte, 2006 (lectura)